# 蓮塘黃陂戰鬥
蓮塘黃陂戰鬥發生於1931年8月1日－9月3日，地點則是在中國贛南。是第一次国共内战中央苏区第三次反围剿战争主要戰鬥之一，交戰一方為國民革命軍，另一方則為中国工农红军。戰鬥末了，兩軍僵持。
7月，红军主力在兴国县高兴圩短暂休整。7月31日，朱德、毛泽东判断富田方面国军力量薄弱:81，向红军一二三四军团发出夺取富田、新安圩的命令。富田、新安圩在吉安县东南。红军主力从高兴圩向富田开进后，面对国军严密防范，退回高兴圩。部队集中一天后，向兴国县东部之莲塘、永丰县南部之良村、宁都县北部之黄陂方向突进。中共中央局在电报中描述：“两月奔驰，全无休息，疲困已极，疾病甚多。既入兴国，仓卒应战，初向富田，折回兴国，由西向东，深入黄陂，又疾驰五百里。”:81
8月6日，蔡廷锴向蔣中正报告，红军已于前一夜进军莲塘。7日，莲塘战斗中，红军歼灭上官云相四十七师的两个团。在良村，追歼郝梦龄五十四师的两个团。11日，红军在黄陂歼灭毛炳文部两个团:82。
黄道炫认为“和国民党军出动的庞大兵力相比，这两次战斗对国民党军实力打击尚属有限，但红军居然可以在绝境中反戈一击”，使蔣中正“清楚地认识到‘剿共’必须要付出重大代价。”:82